# 承重体 (德国)

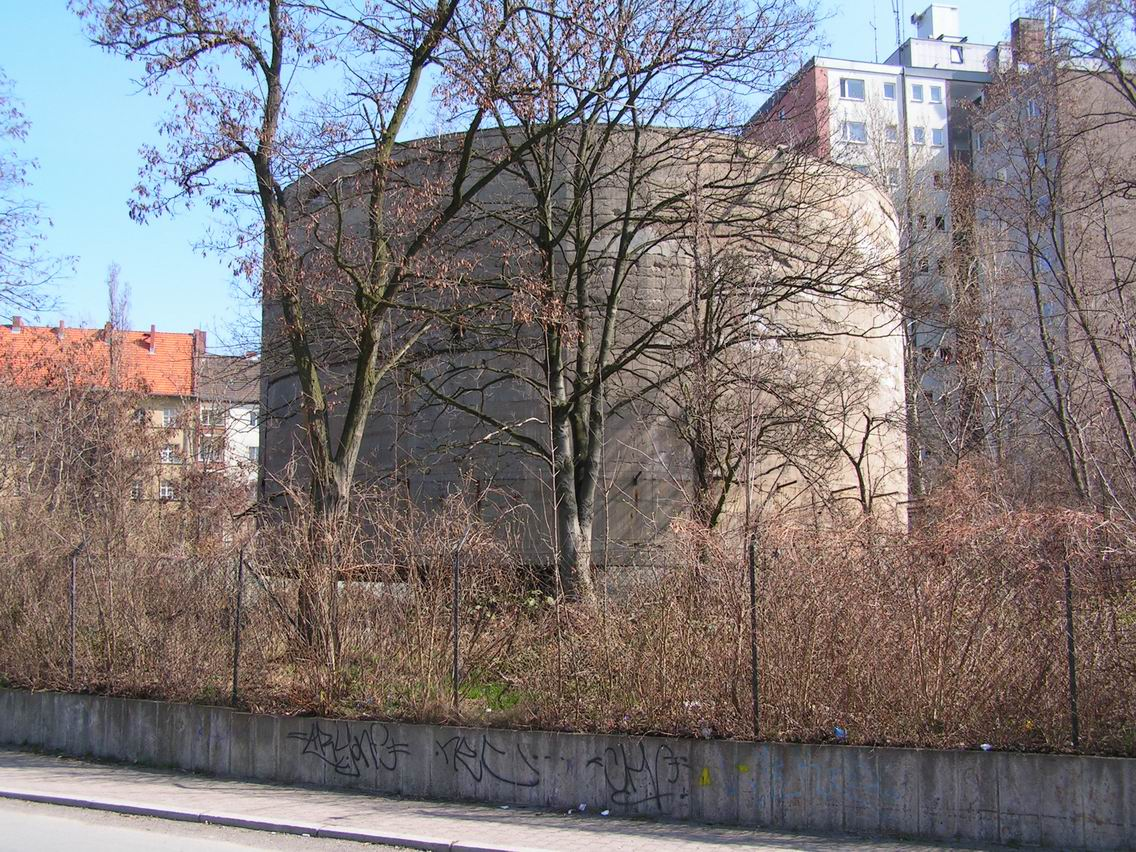
承重体

承重体（德語：Schwerbelastungskörper）是德国柏林滕珀爾霍夫西北部的一个大型混凝土圆柱体，阿道夫·希特勒的首席建筑师阿尔伯特·施佩尔计划用该建筑来估测在当地沼泽般的沙土地上修筑大型建筑物的可行性。承重体落成于1941至1942年间，为以后在附近地区修筑巨型凯旋门的工程试水。凯旋门依照納粹建築风格设计，其规模预计将是巴黎凯旋门的三倍。在希特勒的想象中，柏林市中心将成为能反映纳粹德国精神的纪念碑式首都，巨型凯旋门就是这个计划（世界之都日耳曼尼亚）的一大组成部分。